# Desiree Scott
Desiree Rose Marie Scott (Winnipeg, 31 de julho de 1987) é uma futebolista canadense que atua como meio-campista, medalhista olímpica. 

## Carreira
Desiree Scott fez parte do elenco medalha de bronze em Londres 2012.